# 琼岛染木树
琼岛染木树（学名：Saprosma merrillii）为茜草科染木树属下的一个种。

## 扩展阅读
- 維基物種上的相關：琼岛染木树